# Csinmen-szigetek
A Csinmen-szigetek (hagyományos kínai: 金門, egyszerűsített kínai: 金门, pinjin: Jīnmén, magyaros: Csinmen, elterjedt latin betűs formája Kinmen) egy 13 szigetből álló szigetcsoport Kína Fucsien (Fujian) tartományától nem messze. Közigazgatásilag a vitatott politikai státuszú Kínai Köztársasághoz (Tajvanhoz) tartozik, az azonos nevű megyét alkotja. A legnagyobb sziget a névadó Csinmen, melyet korábban Vucsou (Wuzhou), Hsziencsou (Xianzhou), Vucsiang (Wujiang) és Vutiao (Wudiao) neveken is ismertek. A Csinmen (Kinmen) név a Ming-dinasztia korából származik, jelentése „arany kapu”. A szigetcsoporton öt kisváros és 35 falu található.